# 加賀美さら
加賀美 さら（かがみ さら、2000年〈平成12年〉2月10日 - ）は、日本の元AV女優。LINX所属。2024年11月2日をもって引退した。

## 略歴
2020年6月、『規格外の変態ドM美少女AVデビュー!』のキャッチコピーでアイデアポケットからAVデビュー。プライベートでも麻縄で縛られた経験があり、鞭、蝋燭、縛り、首輪と一通りのMプレイを経験したことで羞恥心が開花。男性に刃物で人体リッピングされそうになったこともある（血が出る系のものは苦手としている）。プロの男優さんとしてみたいと「AV　応募」で検索して事務所に入所した。以上のように好んでマゾ系作品に出演していることから、「日本中のサディストAV監督たちが歓喜したハードコア女優」とされる。
2021年6月、SODクリエイト・女優のクセがスゴイ!レーベルでアナル解禁。
2023年7月3日週FANZA動画フロアランキングにて、2022年12月に発売された出演アンソロジー作品『【福袋】S-Cute 可愛い子だけ15作品をノーカット収録38時間!』が1位を記録。8月7日週FANZA動画フロアランキングにて、同作品が3位再浮上。
ハーレーダビッドソン専門誌『VIBES』Vol.368（2024年6月号）で表紙を担当。
2024年8月1日、自身のXにて、AV女優を10月いっぱいで引退することを発表した。同時に、結婚することと、過去に離婚経験（バツイチ）があることも明かした。引退後は表舞台に出て活動は行わないと本人が明言している。発表当初は１０月末で引退としていたが、その後の平井栞奈のYouTubeチャンネル生配信で、11月2日のGIGAヒロインショーがAV女優としての最後の仕事であると訂正された。
2024年11月25日、入籍を発表。

## 人物
東京都出身。初体験は中学3年生。オジサン好きを公言しているが、同年代との男性ともセックスをしている。セックスするまではオナニーもしたことがなかったが、経験してからは「世の中にこんなに気持ちいい事があるのか」と性に突き進み、女子高生時代はマッチングアプリを介して知り合った男性や援助交際をしている友達から紹介してもらった中年男性とセックスをしていたが、相手の男性からお金をもらったことはなかった。
AV女優になったきっかけは、より多くの経験をしたいため。前述のように偏ったM性癖であるが、アダルトビデオの撮影現場は"プロの現場"であるため、「ちゃんと死なないようにプレイできる」ことをAVデビューしてよかったことの一つとして挙げている。
趣味・特技は、旅行、音楽鑑賞、アイロンがけ。男性の好きな個所は足と「あくびをした際に見れる口内」。
同じ事務所所属の先輩の架乃ゆらはAVデビューしてから存在を知り、自らイベントに行ったりグッズをその気になればマネージャー経由で無料で入手出来るにも関わらず自腹で購入する（本人によると「推しに課金するのが大事」でありアイドルのように見ていると言う）ほどのファンとなっている。架乃も自分を慕ってくれる加賀美を気にいっているが加賀美の方は好きすぎてまともに話すことも出来ない。
インタビュー中ことあるごとに「（嬉しくて）死んじゃう」を連発していたため、FANZAニュース編集部から「スペランカー加賀美」の異名を名付けられている。
ブラのサイズがDとされているが、事務所の後輩である平井栞奈とのYouTube生配信で彼女もDであることが明らかになり、本当にDカップなのかという疑惑が持ち上がった。
平井栞奈とのYouTube生配信で、引退後は、現時点では作品の削除申請は行わない予定であり、SNSは削除する予定であると語られた
。
平井栞奈とのYouTube生配信で、平井栞奈による加賀美さらとの出会いで特に印象に残っているのは、ジャスミン撮影会の控室で加賀美さらがお股をウェットティッシュで拭いていた姿だと、手紙で告白された。卒業記念YouTube生配信なので、視聴者は泣ける話を期待していたが最初の三分の一は、お股をウェットティッシュで拭く話だったので、相当印象に残ったのだろうと思われる。
大学生のときから愛煙家で、タバコはキャメル・クラフト・６を吸っている。
引退オフ会で販売された写真集の表紙に記された「1728日」は、彼女のデビュー年である2020年の誕生日（2月10日）から引退日（2024年11月2日）までの日数である。なお、デビュー日2020年6月13日から引退日までの日数は1604日である。

## 作品

### アダルトDVD
- もっと激しく嬲られたい… こじれた性欲!苦痛が快楽!規格外の変態ドM美少女 AVデビュー（6月13日、アイデアポケット）
- 姑息!ゴム取りおじさん VS 生中NG 新人女優 加賀美さら&小暮未来（7月13日、パコパコ団とゆかいな仲間たち/妄想族）
- 彼氏の先輩にドM性覚醒された清純女子大生（8月16日、MAXING）
- 【脳バグ娘】 変態イキまくりのタダマンドマゾ娘!（8月19日、チキチキカマー/妄想族）
- 唾液とローションが絡みつく粘着連続フェラチオ（8月25日、SEX Agent/妄想族）
- 清楚ビッチ&ギャルビッチ3P #ラブホ中出し円光 #黒髪VSギャル髪J● 恥かしドM黒髪清楚さらたん×変態天然ビッチぎゃるイブたん（8月27日、FIRST STAR） 共演:乙花イブ[20]
- 就活中マゾヒスト女子大生 今日も面接すっぽかしマ●コ発情中 お仕置き生中出し肉便器輪●（8月28日、毒宴会）※「さら」名義
- 快楽シンドローム case01 「鬼イラマで脳汁ブッ飛びメス堕ちする靴舐め美女」（9月4日、h.m.p）
- 女好きの親父と押しに弱い妻を残して、2泊3日の出張へ行く事になりました…。（9月7日、マドンナ）
- 王様ゲームで乱交しまくり! 若妻だらけの町内会は誘惑だらけ! 王様ゲームをやりたがるドスケベ若妻がハメを外し過ぎてまさかのハーレム大乱交!（9月7日、Hunter）
- 喉マ●コ中出し 美少女嬲りイラマチオ（9月11日、REAL）
- 「乱暴にされたいです…」 乱交パーティで知り合った真性マゾ大学生と学校帰りの3日連続撮影（9月13日、BALTAN）
- 初催眠中毒 彼女の初潮-ファースト-（9月13日、ヒプノシスラボ/妄想族）
- テレワーク中の無垢な新入社員は濃厚接触でドMに開発されてしまう（9月16日、MAXING）
- 魔の媚肉激震貫通マシーン 淫壺に食い込み女を失神させる恐怖の突き上げピストン!! 痙攣を誘発するパープル・デビルに堕とされる7名の餌食（9月19日、Baby Entertainment）
- 猥褻家庭訪問 クラスで1番可愛いドMな出席番号7番（9月22日、思春期フィクション）
- 本性発揮 緊縛本格ハードSM解禁! 規格外の変態M女が本性を曝け出す!（9月25日、えむっ娘ラボ）
- 淫獣猟奇倶楽部 〜妖艶美少女イキ地獄〜 残酷ハードコアver. Part5:拷問調教に涙を浮かべて咆哮する穢れなき天使（9月25日、Baby Entertainment）
- 奴隷の棲む家（10月7日、アタッカーズ） 共演:戸田ゆりあ
- 先生と私達の中出しハメ撮りSEX / まなちゃん、あみなちゃん、さらちゃん（10月27日、思春期.com）※「さら」名義
- 近くに親がいるにもかかわらず親戚の僕を誘惑して脳乱させてくる好奇心旺盛なエチエチ姪っ子（11月6日、DOC）[21]
- 【性欲・食欲・睡眠欲】美少女系リアル短大生20歳【清楚系女子→変態M】 愛しの加賀美さらちゅわ～ん 東京出身○趣味○音楽鑑賞○性格○アナーキー【蝉時雨】（11月12日、プラム）
- 「絶倫チ○ポで壊れたい…」マゾ堕ち願望のインテリ変態娘と絶頂崩壊スケベ研修旅行 弊社のインターン女子大生（11月13日、オーロラプロジェクト・アネックス）
- 目覚めた彼女のドM気質とボクのドS気質。彼女いない歴イコール年齢のボクになんと彼女が出来た!可愛くて優しくてエッチな彼女も今まで彼氏無し!（11月19日、Hunter）
- 『わたしだって寂しいの…』父が義母と再婚!でも父はそのまま他界。若すぎる義母と二人きりの暮らしになって…残されたボクを見捨てるわけでもなく…（11月19日、Hunter） 共演:美波沙耶
- 街中でイキすぎちゃって…J○固定リモバイとびっこ散歩!（11月20日、DOC）※「まい」名義
- 喉奥鬼調教 隷属的変態娘編（11月23日、豊彦）[22]
- 親友、あるいは竿姉妹。（12月4日、ドリームチケット） 共演:高梨有紗
- 彼女の家で遊んでてトイレに行ったらまさかの彼女のお姉ちゃんとバッタリ!ボクの巨チンをいきなり見た彼女のお姉ちゃんが興奮してパクリ!そのまま彼女に内緒でお姉ちゃんと内緒でセックスしちゃいました/ありさ しおり さら（12月11日、SCOPE）※「さら」名義
- オトコのオモチャ －靴を舐めたい女の拘束イカセ－（12月11日、REAL）
- 「先生～大好き～♡」＃文○科○省ごめんなさいw ＃J○＆教師の放課後生パコ倶楽部（12月18日、DOC）※「さら」名義
- 新・侵入者 凶悪婦女暴行魔に監禁された7日間（12月25日、NAGIRA）
- 無敵のセーラープリースト 癒しの逆陥落 ～美聖女戦士セーラープリースト～（12月25日、GIGA）
- 性帝サウザー 009でびる～発射した精子全部飲む子さん～（12月25日、性帝サウザー）

- 喉奥イラマ支配 リモートワーク期間中に女上司に飼われた新人社員レズビアン 監禁され所有物になった数日間（1月7日、ビビアン）共演:並木塔子
- MM号からの脱出 女子大生の友情数珠つなぎ企画 友達を30分以内に電話で呼び出し‘身代わり’にして密室から脱出せよ!制限時間を過ぎたらデカチン即ハメ!イってもやめない激ピストンで友達が来るまで生中出しは終わらない inザ・マジックミラー（1月7日、DEEP'S）※「ななみ」名義
- 家庭内強制乱交～義父に支配された私たち～（1月7日、Hunter）
- 聖天使ウェディングウイッチ ～悪魔の罠でも戦うわ～（1月8日、GIGA）
- 微乳×美乳 生唾変態レズビアン ～メス汁強制体内吸収、覚醒するレズ細胞～（1月13日、U&K）共演:宇野栞菜
- 優等生の要求は、イラマにスパンキングにのど締め 嬉しょんで答える。（1月13日、S-Cute）
- 咽喉緊縛破壊 加賀美さら（1月15日、エーゲ）
- 窒息監禁少女 加賀美さら（1月19日、ドグマ）
- 生け贄にされた連れ娘 母が黙認する中、男達に肉玩具に仕込まれる 加賀美さら（1月21日、ヒビノ）
- MOON FORCE CHEERSぱこぱこしろうとコレクション。 vol.7（1月22日、プレステージ）※「沙羅」名義
- 激カワ美少女2.5 さらちゃん（1月26日、思春期.com）
- ナンパTV×PRESTIGE PREMIUM 25 大漁!!穫れたて激エロ美女8名を踊り喰い!!（1月29日、プレステージ）
- 私、年上の男性好きですよ。友達の妹が超タイプの誘惑女子○生だった! ニーハイ絶対領域で僕の股間を熱くさせ、甘い声で誘ってくるので、兄貴に内緒でチ○ポをぶち込んでしまいました!若い素人マ○コはキツキツですぐに暴発しちゃいそうです! 加賀美さら（2月11日、SWITCH）
- 完全主観 妹系メイド出張デリヘル パイパン中出しオプション付き3（2月12日、BAZOOKA）
- 窒息洗脳 受精中出し 加賀美さら（2月12日、REAL）
- いやらしいミニスカお姉さんの黒ストッキング美脚と濃密フェラチオ vol.2（2月12日、S級素人）
- 「やっと私で勃起してくれた… 私だってこんなに興奮しているんだよ」と糸を引くほどビショ濡れのアソコを触らせてきた幼馴染に我慢できず…。（3月7日、Hunter）
- SEXの逸材。ドスケベ素人の衝撃的試し撮り 性癖をこじらせてプレステージに自らやって来た本物素人さん達の顛末。 VOL.70（3月12日、amateur）
- 美脚ラグジュアリーな素人女性にセクハラしまくる秘蔵映像流出（3月12日、S級素人）
- 顔出し解禁!! マジックミラー便 2枚組8本番! 路上検証! 男女の友情は成立する!? 友達関係のリアル素人大学生が日本一エロ～い車の中で二人っきり 人生初の真正中出しスペシャル!（3月19日、DEEP'S）
- 惨業 ～今からお前の仕事は俺たちの玩具だ～（3月19日、Hunter）
- 画家の友人に借金をしたら、担保代わりに妻がデッサンモデルをさせられました 加賀美さら（3月20日、STAR PARADISE）
- 極上美人出張ストリップデリヘル（3月20日、STAR PARADISE）
- イラマ修学旅行 修学旅行中、全く言う事を聞かない生意気な女子生徒にトラウマを植え付けるほどイラマと中出しを繰り返す絶倫デカチン体育教師（4月7日、Hunter）
- 恥ずかしがり屋で超絶カワイイ義理の妹と付き合い始めてしまったボク…。3（4月7日、Hunter）
- 絶対に手を出してはいけないひよこ女子に媚薬まみれの極悪チ○コで鬼イラマチオ。そして… その陸 (6)（4月8日、ひよこ）
- 美大生がデッサン中にセンズリ鑑賞!（4月20日、STAR PARADISE）
- 両手使って雑巾絞り手コキされながら乳首舐めて愛撫され続ける《乳首舐め手こき》の2倍気持ち良い3P性感（5月13日、アロマ企画）
- 一般男女モニタリングAV 特設マジックミラー部屋でラブラブ大学生カップルが男女に別れてAV女優 & 男優の凄テクイキ我慢に挑戦!!（5月19日、DEEP'S）
- 3年D組勃起先生!（5月19日、Hunter）
- 妹のオナニーを目撃してしまった…（5月20日、STAR PARADISE）
- 濃厚接吻! 姉妹レズビアン 唾液と愛液でグッチョグチョのアソコを擦りつけてイカせ合う 香苗レノン 加賀美さら（5月20日、ヒビノ）
- 巨チン姦（6月1日、ワルハラ）
- 「お願いやめて! もう我慢できない!」 弱みを握られた女子（女上司、看護師、友達の彼女…）はリモバイを仕込まれガクブル痙攣大量失禁!（6月7日、Hunter）
- 肛門処女の現役女子大生が初アナルで腸汁ダクダク気張りイキ 3穴SEX 大量浣腸 連続AtoM 加賀美さら (21)（6月10日、SODクリエイト）
- デニムマニアックス ～美脚、美尻のレズビアン～（6月13日、U&K）
- パイパン隠れビッチに中出し 加賀美さら（6月15日、K-Tribe）
- 盗撮 回春エステ嬢の人妻と生本番セックス（6月25日、S級素人）
- マニアック ラブ（7月1日、FAプロ）
- 令嬢股縄調教 03 11人の股間に食い込む麻縄（7月1日、バミューダ）
- 巨根NTR 相部屋ラブホでパート先の店長とW不倫 加賀美さら（7月2日、ONE MORE）
- エロカワ女子と唾フェチ変態授業 加賀美さら（8月10日、フェイティッシュ）
- パイパンスレンダー妹と中出し兄妹相姦 加賀美さら（8月10日、K-Tribe）
- パコ撮り No.30 イラマで放心状態のパイパンJ●に「入れて欲しい…」と懇願させてそのまま中出し！復活フェラから再び挿入して2回目も中出し!（8月12日、First Star）
- 終電を逃した酔っ払った同僚とホテルで相部屋に… あまりの無防備な姿に我慢出来なくなって…Vol.011（8月13日、S級素人）
- 純正肛門中毒の女 ケツ穴優等生SP 敏感尻穴女子学生 れいなさん（8月25日、ダスッ!）
- パイパンエロ女医 私のツバベロ体液で治してあげる 加賀美さら（9月10日、フェイティッシュ）
- 全裸メンズエステ 白金台店（9月21日、SEX Agent/妄想族）
- パパ活女子校生 さらちゃん (江東区在住)（9月25日、jump-av）
- 近親 夜這いじゃぁ 生中出し (撮り下ろし)（10月7日、プラム）
- 『偽装デキ婚』数年付き合っている彼氏と玉の輿婚をしたいけどフラれるかもしれないと恐れるアラサーの義姉がボクに種付け依頼で連日中出しを求めて…（10月12日、Hunter）
- 『もしかしてもうイキたいの?』『まだダメだよ我慢して! でも激しく突いて』 童貞のボクに小悪魔ヤリマン義妹がカニばさみロックしながら悪魔の囁き!（10月12日、Hunter）
- 濃厚接吻! 発情親友レズビアン 性欲丸出しエンドレス・レズセックス 加賀美さら 市来まひろ（10月21日、ヒビノ）
- 乳首舐めドキュメントレズ（11月2日、ゑびすさん/妄想族）
- マゾ女調教倶楽部 加賀美さら（11月9日、BALTAN）
- 男嫌いのレズ姉妹に怒りの鉄槌イラマ（11月9日、Hunter）
- おはち●ぽ! 帰ってきた素人援交生中出し 現役女子大生! 愛しの愛しの加賀美さらちゅわ～ん ドSのつるっ禿げの（私はパイパンですが…）クズ社長が あまりに激しくて身勝手なエッチだったから それはそれは優しく甘く切ないビデオレターで「10倍返ししてあげた…。」（11月11日、プラム）
- 緊縛集成 獄縄（12月1日、ワルハラ）
- 緊縛鬼レイプ 美女の肌に食い込む縄（12月1日、ワルハラ）
- ナチュラルハイ年末スペシャル 痴漢OK娘2021 総勢10名 2枚組8時間 完全版（12月9日、ナチュラルハイ）
- コ○ナ禍で!? 初対面の粘膜接触レズキス（12月21日、ゑびすさん/妄想族）
- イマドキ少女のアナル援交 成金オヤジのJ○アナル大人買い6穴使い放題スペシャル 宮沢ちはる 加賀美さら（12月21日、無垢）
- 絶倫仮面 美少女戦士セーラートリニティア 加賀美さら（12月24日、GIGA）
- デカチン絶倫イラマ漬け監禁 家中逃げ回る家庭教師を60分間追いかけ回しイラマチオ（12月28日、Hunter）
- 絶対にセックスしてはいけない相手との中出しセックスをすればするほど燃える?（12月28日、Hunter）

- 格安シェアハウスの入居審査はチ○コ? 内見に行ったら入居者全員ヤリマン女子で入居審査という名の強制セックスでヤラれまくったボクは合格した…（1月25日、Hunter）
- 挑発レズキス見せつけ染み付きパンティ手コキ（2月1日、ゑびすさん/妄想族）
- 湯船の中で乳首が勃起するまでイジられ続け拒めずレズイキさせられた美乳娘（2月10日、ナチュラルハイ）
- ベロ擦り合わせ濃厚粘膜キス（2月15日、ゑびすさん/妄想族）
- 山口葉瑠と加賀美さらの旅ビアン（3月8日、ビビアン）
- 玄関開けたら即イラマ!! 突撃イラマ20人隊! 強制ごっくん20連発! 2（3月22日、Hunter）
- 「オチンチン大きくなっちゃったから一緒にオナニーしよっか!?」 広告を見て小遣い欲しさでやって来た女の子に行っていた暴走行為 3（3月26日、jump-av）
- 連日繰り返される店長からの執拗なイラマチオに、いつしか自分から『喉姦』を期待して疼いてしまう美人店員。（4月12日、Hunter）
- おま○こに鼻挿入してマン汁を鼻で啜り飲むほど女体臭狂いの変態女 溜め込んだ全身の汗蒸れ臭・オマ○コ臭・アナル臭を嗅ぎ舐め味わう激臭レズ（4月19日、ゑびすさん/妄想族）
- いやらしい接吻 同棲レズビアン 濡れ濡れで乾く暇もない… レズセックス漬けの毎日 加賀美さら 須崎美羽（4月21日、ヒビノ）
- ドマゾ女のメス犬調教（4月26日、SEX Agent/妄想族）
- 催眠ナンパ 催眠術で膣圧爆上がり! 加賀美さら（4月26日、ヒプノシスRASH）
- 20歳の美少女系のリアル女子大生デリ嬢を呼んでみた! 加賀美さら（5月10日、プラム）
- 復讐の蛇舌・元カノの彼女を寝取るレズビアンの女社長 接吻に満ち溢れたレズビアン社長室 佐伯由美香 加賀美さら 浅宮ちなつ（5月10日、ビビアン）
- 女子○生公衆便所レ○プ（5月10日、Hunter）
- 「私のパンツ見てたよね?」 わざとパンツが見えるような恰好でパンチラトラップを仕掛けて見知らぬオジサンを手玉に取る小悪魔女子校生!（5月12日、アイエナジー）
- 夜回りナンパ 令和女子のお悩み相談 思いっきりナマ【中出し】解決! Episode2 feat.FALENOTUBE（5月12日、FALENO）
- アナルのシワの数までハッキリわかる! ノーモザイク連続絶頂アナル見せオナニー 10（5月26日、アイエナジー）
- ヒロインピンチ 18 美少女戦士セーラーフレア ～地獄の超震動! 破壊される紅き乙女～ 加賀美さら（5月27日、GIGA）
- 膨張した勃起乳首を舐め合うレズ（6月7日、ゑびすさん/妄想族）
- 現代肉欲劇場 義父と娘（6月7日、FAプロ）
- 新宿で出会ったうぶな女の子が性の悩みを抱える男と「素股オイルマッサージ」に挑戦! 生マンにヌルヌルこすれるチンコに発情しちゃって『マ○コに入れちゃうw』そのまま生ハメ中出しSEX!!（6月9日、アイエナジー）
- 親に隠れてこっそり姉妹近親乱交! 親の前ではわざと兄妹ゲンカ! しかし、実は兄妹以上の関係で兄と妹たちだけになるとすぐに我先にと抜け駆け近親相姦セックスを求める妹たち!（6月9日、Hunter）
- 即金バイト! 「どれだけイケるか? 女性のオーガズム調査」 はじめての拘束快楽責めで淫らに改造された素人娘たち（6月23日、DANDY）
- ヒロイン討伐 Vol.103 美少女戦士セーラーメーネ 加賀美さら（7月8日、GIGA）
- 「うちらの唾液も汗もオシッコも全部欲しいでしょ?」 男に体液を飲ませて喜ぶW痴女子校生 加賀美さら 市川愛茉（7月12日、犬/妄想族）
- ベロ腹擦り付け美鼻舐めレズ（7月19日、ゑびすさん/妄想族）
- 性奴隷シェアハウス ～帰る場所も行くあてもない女たちをタダ同然で泊まらせる代わりに連日セックス漬け～（7月26日、Hunter）
- 「舐められるのってこんなに気持ちいいの?」 窒息顔騎で痙攣イキするクンニ初体験幼馴染!（7月26日、Hunter）
- 魔法美少女戦士フォンテーヌ ～弄ばれた正義の心～ 加賀美さら（8月12日、GIGA）
- 新設小悪魔マッサージで感じちゃった僕。その3（8月23日、アロマ企画）
- 妹と当たり前のようにヤッているオレ。（8月23日、Hunter）
- ボクと彼女と幼馴染（女子）の3人で宅飲みしてたら何と幼馴染が夜這いしてきた! ボクの彼女に! 悔しいけどあんなにエロい彼女今まで見た事ありません!（8月23日、Hunter）
- 素人トーキョー No.07 円光女子校生に生ハメ中出し!（8月23日、素人トーキョーH.S./妄想族）
- 人妻である事を隠してまで他の男性が誘える雰囲気を作り繁華街のラブホテルに消えて行く… 行きずりの不倫（9月2日、h.m.p）
- フェイスロックで腋舐め強要＆乳首責めされながらチ○ポを弄ばれる（9月6日、アロマ企画）
- 部活少女 弓道部 さら（9月12日、First Star）
- 「やめてください!」→「もっと犯して…（心の声）」 悪徳エステ師のセクハラマッサージに実は興奮し超敏感に何度もイキまくってたワタシ（9月13日、Hunter）
- 脚を舐め続ける男の勃起したチ○ポを咥えて離さない美脚お姉さま（9月20日、アロマ企画）
- 妹のオナニー見つけて襲撃した兄（9月20日、STAR PARADISE）
- パンティ顔騎やおっぱい窒息 & 乳首責めのみで射精させられた直後に騎乗位 & 乳首責めで連続射精（9月27日、アロマ企画）
- KUCHALOR JAPAN クチャラー・ジャパン サバイバル咀嚼マッチング 1代目クチャラー さら (19) ギャル店員（10月6日、リビドー!）
- アパートの隣に引っ越してきたシングルマザーは、明るい雰囲気を出しながらもいつも寂しげ… 2（10月25日、Hunter）
- レズ乱交も当たり前! 去年まで女子校だった学校に入学したら女子だらけで男はボク1人! ヤリマン四天王にチ○ポの先が渇く暇がないほどヤラれまくり!（11月8日、Hunter）
- スーパーヒロイン絶体絶命!! Vol.89 鮮光戦隊サイリュウジャー 変身不能!? 加賀美さら（11月11日、GIGA）
- 挑発バーチャルベロキス（11月15日、ゑびすさん/妄想族）
- オッサンの薄汚れた肛門を舐めさせられる屈辱（11月22日、ILLEGAL/妄想族）
- アへ顔Wピースフェラ 2（11月22日、SEX Agent/妄想族）
- 縛り拷問 奴隷市場の宴 其の九 15人4時間（12月15日、バミューダ）
- 「淫語手コキ」ベロキス 唾（12月20日、ゑびすさん/妄想族）

- 『一週間だけでいいから泊めてくれない?』 ワケあり女子（後輩、従姉、先輩の女…etc）と一週間同居生活でヤリまくり中出ししまくり生活! 2 恋人ではない女性と一週間限定同棲波乱と勃起の連続?（1月24日、Hunter）
- 悪の組織世界征服 ヒロイン完全敗北 刑捜戦隊セキュアレンジャー 加賀美さら（1月27日、GIGA）
- 羞恥洗脳! ハイグレ人間にされちゃった 8 沙月恵奈 永野つかさ 逢見リカ 加賀美さら 山本蓮加（2月9日、ROCKET）
- 素人とFUCK（2月10日、ドリームチケット）
- 上下のお口で精飲させまくり! 2人の妹はボク専用の精飲ペット! エッチしたくなったらいつでもできる言いなり妹たちに精飲させまくり! 中出ししまくり! 親が共働きで留守の間、妹たちに色々教育してきました。今ではしたくなったらセックスできる言いなり妹と過ごすセックス続きの24時間。（2月14日、Hunter）
- 素人ホイホイ × MBM 衝撃の透明感 純度1万%の笑顔 ホンモノ天使ちゃん3連発 13 撮り下ろし273分（2月24日、MBM）
- セ・リーヌの星 罠に落ちた聖女! 恐怖の魔女裁判 加賀美さら（2月24日、GIGA）
- 美大生がデッサン中にモデルがフル勃起センズリ鑑賞（3月20日、ネクスト）
- 卒業おめでとう!! オトナの階段ノボル女子校生 ～MyGraduation～（3月27日、MERCURY）
- バーチャルW美脚足臭責め（4月4日、ゑびすさん/妄想族）
- CFNM 乳首弄られハーレム学園 宇流木さら 加賀美さら 美園マリカ 柏木こなつ（4月11日、アロマ企画）
- 「小さくてもチ○チン挟めるもん!」 ちっぱいをバカにされた妹が必死のパイズリ! にはならず… チクコキに! でもチクコキが気持ち良すぎてイキそうになるボク…。チクコキをパイズリと認めたくないボクは必死に我慢したが実は妹も密かに感じていたらしくお互い我慢の限界でまさかの同時イキ! さらにイッて発情状態の妹は「もっとして」と…（4月11日、Hunter）
- おもらしパンティ 大量ぶっかけ聖水手コキ（4月11日、犬/妄想族）
- UNION 加賀美さら COLLECTION（5月16日、MAXING）※単体ベスト
- 魔法皇女アイ パワーアップの代償 終わることのない快楽地獄（6月9日、GIGA）
- ボクだけの卒業式を開いてくれた優しい幼馴染と童貞卒業式までしちゃいました!（6月13日、Hunter）
- 「勝手にイッたら私に悪戯した事、ママに言っちゃうからね」 小悪魔姪っ子に射精管理されてしまったボク! 姪の無防備な寝姿に我慢できずに悪戯したら目を覚ました姪にバレた!（6月13日、Hunter）
- 田舎の年一お祭りはセックス祭り! お祭り後は浴衣女子たちが宅飲みで着崩れパンチラ & 胸チラしながら乱痴気騒ぎ! この日だけは襲っても許される! 飢えた男たちの祭典!（6月13日、Hunter）
- 「いいんです! 学校でイジメられても。だって家に帰ればイジメっ子たちが絶対してない濃厚なセックスをイジメられっ子同士でしているから…」 放課後はボクの家でイジメ被害者同士で傷の舐め合いSEX! 2（6月13日、Hunter）
- 女子率99%! ミニスカ×ニーハイ女子ばかりの学校で絶対領域パンチラに毎日フル勃起!（6月13日、Hunter）
- 出張先で見つけた洗体リフレは「風俗店ではございません!」と強く謳っておきながら裏オプ無料全部乗せ! キスも、手コキも、生本番まで何でもアリ!（7月11日、Hunter）
- ドM美女のW顔面ハラスメント 加賀美さら 葉月もえ（7月25日、グローリークエスト）
- 童貞をバカにしたら私のこと襲ってくれるのかな? 何をしても全然振り向いてくれない大好きな幼馴染男子を怒らせて無理矢理犯されようとするエッチな私（7月25日、Hunter）
- 『ちょっと逃げないで!』 義妹は中出しSEX大好き性欲モンスター! 義妹は超エッチな小悪魔女子○生! 拒んでも家中追いかけまわしてボクの精子が空になるまで中出しさせまくるんです!（7月25日、Hunter）
- 予約が取れないメンエス盗撮 密室で2人っきりの状態でお互い発情しちゃった男女は暗黙の了解で行為に浸る…。人妻エステ嬢と内緒でヤッた裏オプ!!（7月25日、SCOOP）
- チ●ポバカ抜き強制射精委員会 限界まで射精したら不登校直るよ!と理不尽な理由で押しかけてきた女子達に何度も射精させられた。 加賀美さら 中園めいな 早見なな（8月8日、BALTAN）
- 同じセリフしか言わないRPGのモブキャラを犯しまくりたい! パート3 沙月恵奈 加賀美さら 有加里ののか（8月10日、ROCKET）
- 校内合宿中の女子陸上部員と中出ししまくり夢のハーレム乱交! ストレス解消はただ1人の男子部員のボクの絶倫デカチ○ポだけ! 女子は練習漬け禁欲生活で性欲の塊!（8月22日、Hunter）
- 鮮光戦隊サイリュウジャー 死神マスク・アメーバマスク編（8月25日、GIGA）
- なめごこちハメごこち満点の お～い お義母さん（9月5日、FAプロ）
- クズ教師に狙われた少女達 イラマ調教・肉便器性奴隷・W完堕ち中出し…（9月8日、ハラスメント）
- 「えっ誰？何？？怖いヤメてっ！」下校中の女子●生に紙袋被せていきなりレ×プ！ただただ怯えて動けない女子●生を圧倒的恐怖で中出しレ×プ！！（9月12日、Hunter）
- デカチン制裁! 塩対応パ●活超生意気娘を徹底的に理解らせた バックの途中でコンドームポイ! 何度イっても謝っても絶対許さない高速激ピストンで足腰ガクブル完全敗北! 泣きべそイキ!! 3  大人をなめ腐った円光娘4名（9月22日、赤面女子）
- 『それどうやって使うの? 使う所見せて!』『だったらお前がオカズになってよ!』 童貞のボクがオナホを持ってるのを知ったクラスメイト女子がボクの家までやって来て「使ってる所を見せて」と言ってきた! 「でも勃起してないと使えないからお前がオカズになって…」と冗談で言ったら… まさかの奇跡が!!（9月26日、Hunter）
- 保健室登校のボクが保健室で女子と2人きり! 保健室のベッドで無警戒にパンチラや胸チラする女子に日々悶々!（9月26日、Hunter）
- 濡れてテカってピッタリ密着 神スク水 加賀美さら  可愛い女子のスクール水着姿をじっとりと堪能! 着替え盗撮から始まり貧乳から巨乳にパイパン、ハミ毛、ジョリワキ等のフェチ接写やローションソーププレイやスク水ぶっかけ等を完全着衣で楽しむAV（10月12日、親父の個撮）
- スーパーヒロイン絶体絶命!! Vol.94 竜神戦隊 リュウジンバイオレット（10月13日、GIGA）
- THE F1RST SEX Vol.02（10月15日、ピーターズ）
- 『何を期待して勃起したの?』 お触り厳禁のメンエスでお触りしたら激しく拒否られるも黙々とキワキワをエチエチな感じで施術してくるエステティシャン（10月24日、Hunter）
- 『これ見ても私たちとエッチしたいと思わないの? 本当は我慢してるんでしょう?』 ボクとエッチしたがる超絶可愛い清楚系ヤリマンビッチの幼馴染たちが露骨に誘惑してきた! 2（10月24日、Hunter）
- 美女たちの足裏をふやけるまで舐めたい! 上履き編（10月26日、RADIX）
- 『私でよかったらキスの練習くらいさせてあげるよ…』 キストレさせてくれるエロ優しい義妹!（11月14日、Hunter）
- 最高級! 六本木ストリップデリヘル（11月20日、ネクスト）
- W喉奥肉便器 クズな家庭教師に残酷非道イラマレ×プの標的にされ奴●堕ちした美少女姉妹 加賀美さら 二之宮りえな（11月21日、無垢）
- 痴●サークルSSS 肉奴隷にされた女子大生Sちゃん（11月28日、ボニータ/妄想族）
- 『バレずにイケる?』 教室でスカート内ちょいハメSEX! エッチな女子〇生の間で流行ってます! 教室で小悪魔女子による休み時間 & 放課後の危険な遊びスカート内ちょいハメSEX! 先生にバレずにイケる??（11月28日、Hunter）
- 悪女連合 ヒーロー骨抜き陥落 純情戦士ワイルドシルバーを襲う三悪女の淫撃（12月8日、GIGA）
- 近親乱交相姦 絶倫でデカチンな義父のセックスの虜になる息子の嫁と嫁の妹（12月27日、グラフィティジャパン）

- 人妻たちのガチイキ丸見えディルドオナニーIX（1月27日、グラフィティジャパン）
- 「もし良かったら…大きくなってるオチ○チンも何とかしましょうか？」頼んでもないのに進んで性処理までしてくれる世話好きむっつりスケベ出張家政婦（1月30日、Hunter）
- パパ活女子とマスクを外さない事を条件にハメ撮り撮影！…のハズが、最終的にはマスクもゴムも外して中出しまでOKしてくれちゃいました！(3月12日、Hunter)
- 『堅いのが当たってる…（※心の声）』メンズエステでギンギンに固くなったおち○ちんをメンエス嬢の股間にグリグリ押し当てたら何秒でヤレるのか？(3月12日、Hunter)
- 「クラスのマ○コはボクのモノ！」催●術でクラスの女子を集団催●！2 ボクの言いなり！ヤリまくり！中出ししまくり！ハーレム乱交状態！(3月12日、Hunter)
- もうM男以外愛せない！唾液たっぷり舐めヲタ女子のふやけるM男責め 加賀美さら（3月19日、犬/妄想族）
- 美少女監禁 追撃鬼イラマ＆飲尿性交 加賀美さら（3月22日、h.m.p）
- ぶっ壊れたまま大人になってしまった女たち。過去に性的いじめを受け、そのまま大人になった見た目は清楚な女性は変態的なエッチしか感じない(3月26日、Hunter)
- 男はボク1人の学校の大掃除は超パンチラ天国！見渡せば視界に広がる無限パンチラに大興奮！去年まで女子校だった学校に編入したら男はボク1人！(3月26日、Hunter)
- 黒ストッキングOL報復痴● 被害女子社員6名（4月1日、OFFICE K’S）
- 直飲み専門 夢の体液カフェテリア（4月1日、OFFICE K’S）
- TSFなりすましガール3（4月11日、ROCKET）
- スーパーヒロイン危機一髪！！Vol.103 鮮光戦隊サイリュウジャー サイリュウピンク 加賀美さら（4月26日、GIGA）
- 黒き魔装の誘惑18 鮮光戦隊サイリュウジャー（4月26日、GIGA）
- べびぃ堕ち育てなおし家族～ママみ溢れるドSな妹に私のトイレもご飯も歯みがきもみ～んな愛育される30日～（5月10日、三和出版）
- 「この新入生に思いっきりブチ込んでヤる！」知らずに入ってしまったヤリサーの新歓コンパで飲まされ続けて泥酔！エッチなゲームまでさせられ結局…（5月14日、Hunter）
- 『えっ！？待って！なに？』無理矢理デカチン即ハメ！友達宅で友達の姉や妹と2人きり！密室で2人きりにもかかわらず無防備な格好してるから徐々に…（5月14日、Hunter）
- 事務的塩対応なダウナー系OLさんをガンギマリにさせてオジサン汚チ●ポに媚び媚びご奉仕させるお話 01（5月14日、ケイ・エム・プロデュース）
- 軽蔑の眼差しで見下しながら顔面踏みつけセンズリ鑑賞（5月28日、SEX Agent/妄想族）
- 保健室数珠繋ぎハーレム乱交！休み時間！授業中！放課後！デカチンのボクが8人のクラスメイトとエッチしまくり！教室で居場所が無いボクは保健室登校（5月28日、Hunter）
- 勃起率100％！お客様満足度120％！メンエスで可愛い新人2人組がボクを同時に悪戯マッサージ！どちらも未経験なのに癒しと勃起はノンストップ！（5月28日、Hunter）
- カリ首 3 センチを責め抜くフェラ手コキ2（6月25日、SEX Agent/妄想族）

公開処刑2（7月9日、Hunter）
- これ合意だよね？大学の後輩が可愛いくてすぐエッチできる女友達を先輩に上納！でも結局エッチできなくて強烈なビンタ＆デカチンイラマで黙らせて…（7月9日、Hunter）
- 激臭足裏臭嗅がせる痴女（7月16日、ゑびすさん/妄想族）
- ワキで感じる女たち（8月1日、OFFICE K’S）
- ドM美少女レズ調教 伊織ひなの 水責め 打撃調教 野外羞恥（8月1日、OFFICE K’S）
- エロベロ全開スケベ痴女（8月6日、ゑびすさん/妄想族）
- 性欲異常痴女緊急搬送（9月12日、ROCKET）
- ボクの引きこもりチ〇ポが唯一の息抜き！セックスIQも高めな優等生女子がボクの部屋に雪崩れ込みハーレム乱交！不登校になったボクを心配して…（9月24日、Hunter）
- マンズリ愛好女子の淫匂漂うストッキング角オナニー（10月1日、OFFICE K’S）
- 白濁液が止まらない！本気の杭打ちピストンディルドオナニー（2）（10月1日、OFFICE K’S）
- フェラチオのお仕事にやってきた素人娘に予告なしの突然口内発射（7）（10月1日、OFFICE K’S）
- おもらしパンティ手コキ（10月8日、犬/妄想族）
- パイパン特化！！つるまん美少女コレクション 4時間（10月8日、ケー・トライブ）
- 女子校専科 人間小便器 本当の便器扱い、してあげるからね（10月15日、犬/妄想族）
- 止まらない発情腰ふり！！もの凄いディルドオナニー（10月22日、うさぎ/妄想族）
- スカート内ちょいハメSEX！朝も休み時間もお昼休みも放課後もお構いなし！暇さえあれば教室でイケてる女子たちがスカート内FUCKを求めてくる…（11月12日、Hunter）
- 人妻睡姦クラブ-4名- 【無慈悲口淫】【ナマなま】【令和の勝手に世直し】全員中出し 睡眠姦（11月19日、山と空/妄想族）
- カメラの前でおしっこする女 5（11月26日、グローリークエスト）
- オフパコ枕営業しているあざと可愛いデカ尻地下アイドルを媚薬でケツ穴キメセク開発してアナルセックスでイキ狂うエグマゾ肛門中出しガンギマリ肉便器に仕上げた。 加賀美さら（12月3日、ルナティックス）
- 肛門カウンセリング 学校帰りにタコ部屋浣腸バラマキ無麻酔による2穴拡張挿入必須です 被験番号:017 加賀美さら（12月3日、山と空/妄想族）
- 大量の腸汁ダクダクダクダク超キバリイキ ウルトラ連続AtoM ウルトラ大量浣腸 加賀美さら（24） アナル・リバイバル（12月12日、SODクリエイト）
- 淫慾の塔 原作:ほずみけんじ サークル:焼酎MAC 人気同人コミック実写化！ 加賀美さら/春陽モカ（12月26日、FALENO TUBE）

- 素人娘 初めてのオナホコキ（2）（1月1日、OFFICE K’S）
- 白濁濃痰顔面舐めレズ（1月7日、ゑびすさん/妄想族）
- 妄想淫ストラクター 現実と妄想の2画面ギャップ変態クロスオーバージム（1月9日、ROCKET）
- SEXのハードルが低すぎる世界線！2 目の前で当たり前のようにSEX！朝の挨拶からSEX！授業中もSEX！休み時間も放課後もとにかくオープンSEX！（1月14日、Hsoda）
- 入社したエステ店の新人研修に行ったら男はまさかの僕1人！？初日から実習でフル勃起を晒した僕は、研修が終わるまで練習台という名の性玩具にされました… 2（2月1日、OFFICE K’S）
- 暗闇でこっそりバレずに射精へ誘う至福のスローフェラチオ（2月1日、OFFICE K’S）
- 女教師in...（脅迫スイートルーム） 加賀美さら（2月7日、ドリームチケット）
- いつまで我慢できるかな～w ボクとエッチしたがる超絶可愛い2人のヤリマン幼馴染のレズ誘惑に我慢しきれず理性がぶっ飛び暴走ピストンFUCK！（2月11日、Hunter）
- ドM気質な2人の義妹のお口で無理やり喉奥ハードピストンイラマチオ練習していたらパンツビショ濡れ状態！喉奥射精直後「今のもっとして！」と（2月25日、Hunter）
- 完全ホールド・ひっつき喉奥ディープスロート（3月1日、OFFICE K’S）
- 素人娘 初めてのエロ尻ディルドオナニー（5）（3月1日、OFFICE K’S）
- 一人暮らしの美女を狙う鬼畜レ〇プ集団自宅押込み中出し性交 絶叫性奴●編（3月11日、ボニータ/妄想族）
- 女子に囲まれて男はボク1人！？のハーレム王様ゲーム！2 文化祭の準備で残った放課後の教室でボクは拒否権無しの王様ゲームに強●参加！普段から…（3月11日、Hunter）
- 究極怪人開発計画VS魔法美少女戦士フォンテーヌ ～汚雛様にされた正義のヒロイン～ 加賀美さら（3月14日、GIGA）
- だれとでも定額挿れ放題！パチスロ編2 その店は定額制で、遊び放題！挿れ放題！当たりを引けば店内にいる女性、ホールスタッフでもコーヒーレディ…（3月25日、Hunter）
- あなたの初ヌード撮らせてください！ 素人娘20人の全裸コレクション（5）（4月1日、OFFICE K’S）
- 私のお口に出していいよ 口内射精OKな素人娘のフェラチオ集めました（4月22日、うさぎ/妄想族）
- 壁尻シェアハウス 女性住人が日替わりで壁尻当番！？触り放題！舐め放題！当然チ〇ポも挿れたい放題！（4月29日、Hsoda）
- いいなり不倫女子社員 01（5月2日、ONEX）
- やりまんch（5月9日、三和出版）
- ラブホ前でぐったりしているその女、実はお持ち帰り待ちをしていたセックス依存症のド変態痴女 加賀美さら（5月13日、BALTAN）
- 「先生！私たちの成長した姿見せてあげるね」以前、手を出してしまった女子生徒からの何発発射しても絶対に許してくれない復讐ハーレム乱交！（5月27日、Hunter）
- えっちな小悪魔に種付け 4時間（5月27日、ケー・トライブ）
- レズ大乱交で連日イキまくり！女の子大好き新入生女子ばかりのシェアハウスに入居したボク！目の前でレズ行為は当たり前！でも唯一の男であるボクを…（6月10日、Hunter）
- エッチな妄想が現実だった！脱毛クリニックに行ったらセクシーな女性スタッフが真面目に仕事するフリしてボクのVIOをわざと刺激！ムダ毛以外も…（7月8日、Hunter）

### アダルトVR
- 「かんちがいしないでよね!」 久しぶりにカレシができた幼なじみが「SEXの練習をしたいんだけど。」とボクを部屋に呼び出して…!! 初めてのVR!緊張のSEX!加賀美さらと2人でドキドキ共有体験!!（7月13日、MOODYZ）
- 常に腋とベロVR（7月13日、KMPVR）
- 令和のOL裏バイト（7月14日、S級素人）※「Sさん」名義
- 舐め特化VR（7月20日、KMPVR）
- 苦しみ痛めつけられると興奮するマゾ女子大生を拘束調教（8月7日、CASANOVA）
- 教え子の優等生はベッドの上では超優等生!? 家庭教師のバイト先の教え子は成績優秀!大人しい性格のちょっと地味なメガネっ娘! でもすごく可愛くてボクは悶々とする日々…。ある日「今日は両親とも不在なんです…」という状況に我慢できなくなったボクは「大人の特別授業だ!」と押し倒してしまった!「先生困ります」なんてウブなリアクション!もう止まらないボクに「せめてコンドームは着けてください!」と優等生発言。コンドームが無くなるまで三発連続でヤリ尽くしてサッパリ!ところが!教え子はなぜかイライラ!?「先生、子供のセックスじゃないんですから…」と豹変した彼女に逆に押し倒されて、超絶舌技と腰使いで何度も生で膣内射精させられてしまい、隠れヤリマンだった彼女に結局大逆転負けです!!（8月18日、Hunter）
- 大好きなJ○を拉致監禁!! 自宅に連れ込み、歪んだ愛を顔射と中出しで心と身体に刻み付けてやった偏愛的ストーカーVR（8月20日、こあらVR）
- 開脚アナル見せオナニー（8月24日、KMPVR）
- 【ローアングル】 ムッチリ美脚を包み込む黒パンスト顔騎オナニー ボリュームたっぷり美女16人（9月3日、こあらVR）
- Bunny Girl VR Palace（9月11日、KMPVR）
- 夜の帳に包まれた教室で、教え子を個別調教するのが日課です。（11月30日、kawaii*）
- 不況でパパ活参入したキャバ嬢をレ○プするVR 高嶺の花だった本指名女を俺のチ○ポでヒイヒイ言わせる立場逆転体験（12月23日、ワンズファクトリー）

- 就活女子大生と性交 ver.VR 加賀美さら（3月5日、ドリームチケット）
- 「こんなセックスして欲しい」逆調教!? どMな彼女の見せつけセックス 加賀美さら（4月9日、ちんちんVR）
- 縛られドマゾ ～非日常的なプレイで犯され続けたい変態女子～（5月21日、CASANOVA）
- 生意気な上司はドMだった 加賀美さら（8月10日、ながえSTYLE）
- 【初アナルVR】授業中、僕のためにこっそりアナル拡張し続けてくれた彼女と放課後の体育倉庫で腸汁ダクダク肛門性交 加賀美さら（8月26日、SODクリエイト）

- グイグイ近付く! ズンズン迫る! 接写フェラチオVR 呼べばどこでもしゃぶってくれる癒しの温泉J○コンパニオン（2月11日、ナチュラルハイ）
- くすぐられ女子観察VR（10月21日、AQUA）
- アナル見せオナニー（11月18日、AQUA）
- 媚薬オイルで痙攣絶頂する隠れマゾの強がりパパ活女子 加賀美さら（11月25日、AQUA）

- 女性用風俗でM男キャストのボクは血の通った温かい肉ディルド。ストレスの溜まったお客様に今日も抜かれまくります。 加賀美さら（6月30日、AQUA）
- SEX ROOM ～次々と湧いてくる10人の美女と同時子作り脱出計画～ 真木今日子 彩奈リナ 成澤ひなみ 海埜ほたる 平井栞奈 優梨まいな 加賀美さら 葵百合香 須崎美羽 彩乃ゆかり（9月11日、HMN WORKS）

- 【VR】M男面接 上から目線の痴女によるオナニー鑑賞ハラスメント（3月29日、AQUA）
- 【VR】※M男専用 パンスト痴女OLのアルティメット射精管理 加賀美さら（4月5日、AQUA）
- 【VR】競泳水着フェティシズム 加賀美さら（5月10日、AQUA）

- 【VR】加賀美さらAV引退メモリアル AQUA珠玉の8タイトル 200分ベスト（1月17日、AQUA）
- 【VR】パンスト特化！ムレムレ美脚アルティメット～眺めて踏まれて痴女られたい～ パート2（1月31日、AQUA）
- 【VR】ヤリ捨て予定のメンヘラ女子が必要以上に求めてきて精子が枯れ果てるまで射精させられた 加賀美さら（2月14日、AQUA）

### アダルト配信
- さら（7月3日、シロウトFLIX）
- sara（7月13日、港区女子）
- さら（7月17日、ぱこじょ◆首都圏女子大生）
- イブ & さら (tkwa102)（8月12日、ときわ映像）
- さら（8月23日、ぱんぴ）
- イブ & さら (tkwa103)（9月1日、ときわ映像）
- でびる（9月1日、性帝サウザー）
- さら（9月4日、J●調査隊 teamK）
- 緊縛ムチ打ち! トラちゃん! ドMに目覚め、SMグッズ持参で登場! 魅惑のスレンダーボディを拘束し、手マン & ウィッピングで怒涛責め! Wエロコスで濃密二回戦! 首絞めピストンでイキまくり快感トラベルwww 【えろコスリレーバトン 10人目】トラちゃん 21歳 緊縛欲求すけべトラベラー（9月11日、SUKEKIYO）
- サラ (hoi131)（9月25日、素人ホイホイZ）
- まい 18歳 リモートバイブで悶える清楚系女子●生（11月4日、しろうとまんまん）
- 沙羅（11月18日、MOON FORCE）
- 【監督が引く程スケベな女!!】 マッチングアプリで男を漁る清楚系・頭脳派JD! 秘書の内定を貰う優等生○性欲はもちのロン○SM大好きのド変態○見た目と性癖のギャップ○授業→SEX→授業→SEXで重ねた、イカレたドM女子大性のミルフィーユ状態!! さらちゃん 21歳 W大学 文学部3年（11月21日、プレステージプレミアム）
- 教師と教え子禁断の4連続生ハメ中出し! さらちゃん 18歳 先生とラブラブハメ撮り（11月26日、しろうとまんまん）
- さらお姉ちゃん（12月7日、ゲリラ）

- 優等生なお嬢様J○の本性は、洗ってない腋・足の指・尻の穴を舐めまくるペロリスト! 兼、オシオキで嬉潮するド変態M娘!! ハメて秒でイク敏感すぎるマ○コでおじチンを抱擁♪イクイク連呼で連続絶頂を決めまくる!【みかちゃん(彼女)とおじさん(彼氏)の特別な一日】（1月2日、しろうとまんまん）
- 【妄想主観】憧れの会社の同僚を催眠洗脳 加賀美さら（1月8日、ONETIME）
- さら (scute1094)（1月8日、S-Cute）
- さら 2 (with087)（1月9日、S-Cute）
- サラ（1月22日、御茶ノ水素人研究所）
- さら（2月5日、アイドリ）
- サラちゃん (ore757)（2月11日、俺の素人）
- さらさん 2 (oretd852)（2月18日、俺の素人）
- さら (pcotta395)（3月5日、パコッター）
- さら 2 (pcotta409)（3月5日、パコッター）
- さら (orsts031)（3月10日、オルスタックソフト）
- さら 2 (orsts032)（3月10日、オルスタックソフト）
- さら（3月12日、素人天然水）
- さら（3月25日、こいびとみまん）
- 【妄想主観】性欲が強すぎる卑猥で下品な人妻の孕ませ懇願不倫物語 加賀美さら（4月2日、ONETIME）
- さら（4月28日、private mask）
- らら（5月3日、ハメドリネットワークSecondEdition）
- さら 3 (orsts055)（5月18日、オルスタックソフト）
- さら 4 (orsts056)（5月18日、オルスタックソフト）
- 加賀美さん (oretd879)（6月16日、俺の素人）
- 【配信専用】主観大好き!! エチ過ぎ注意!! すんごいレロレロベロチュー手コキで射精待った無し! 2（7月1日、ふぇちぽいんと）
- 【裏】ドMアイドル候補生を巨根で調教するハメ撮りが事務所から流出 加賀美さら（7月5日、NAGOYAか円光）
- さら (pwife754)（7月7日、P-WIFE）
- さら (pwife761)（8月4日、P-WIFE）
- なみ（11月5日、G-AREA）

- 【街角連れ込みナンパ＃18】飲食店で働く21才モデル級美女とハメ撮り交渉! お盛ん娘はパイパンま○こでフェラの達人!! 魔性の瞳は常に僕を見つめるもんだから我慢出来ずに生中出しファック!!（6月16日、きゃっち）
- さら嬢（6月24日、愛しのあさがお宅配便）
- 制服姿の清楚系ビッチに中出し!! 趣味＝SEXって貞操観念ぶっ飛んだ裏垢Ｊ〇を自宅に連れ込みチ〇ポ奉仕させてみたｗw しろ（8月12日、黒船）
- 【加賀美さらを浣腸責め】東京での生活を弊社がサポートします!とダマして連れ込んだアパートの一室で羞恥の限りを尽くすイラマ&浣腸プレイ。メチャクチャされて、それでも輝く加賀美さらのマゾスキルに浣腸を挿す手が止まらない! 東京カンチョー11 当時、就活生だった加賀美さら（9月10日、ENEMA）
- さら（9月17日、やり狂う! スケベなセフレ達）
- さらちゃん（11月14日、ピクチン）
- さらさん（11月18日、鍼灸院スドウ）

- みなみ（1月25日、さんじのおかずガチなかだしっ!）
- みなみ 2（3月10日、さんじのおかずガチなかだしっ!）
- さら (erofc153)（3月23日、恋愛カノジョ）
- SARA (oreco353)（6月16日、俺の素人-Z-）
- SARA (oreco422)（8月14日、俺の素人-Z-）
- Sちゃん & Nちゃん (oremo006)（9月3日、俺の素人-Z-）
- ゆめっち（9月18日、ぎがdeれいん）
- Sちゃん (smul022)（9月18日、素人ムクムク-礼ぷ-）
- さら (smuc069)（9月28日、素人ムクムク-夢中-）
- さら & えな（10月15日、素人ムクムク-W-）
- さらちゃん（10月22日、裏垢ドットえす）
- さらちゃん（11月1日、シロウト速報）
- 街頭シ●ウト娘ナンパ「アナタのおっぱい見せて下さい！できればオマ●コも！」Season2（3）（12月1日、パラダイステレビ）
- れいら＆さら（12月5日、素人熟女図鑑）
- 媚薬オイルマッサージ 痴●盗撮＆中出し素人娘VOL.52 超強力媚薬を配合したマッサージオイルを施術中に知らずに塗りこまれたオンナは、身体の火照りに驚き、チ○ポを欲しがる自分に戸惑い、垂れ出したマン汁に恥ずかしがりながらも生ハメ中出しまで欲してしまう！（12月7日、西新宿マッサージ本舗）

- さら（1月19日、変態マニア本舗）
- さら 2（1月19日、変態マニア本舗）
- sara（2月13日、シロウトソシアルクラブ）
- SARA（3月14日、俺の素人）
- えま＆さら（5月3日、INDY）
- 【生意気メイドおち●ぽ飼育】黒タイツ美脚がエロい裏垢女子とホテルで密会→おぢさんチ●ポでイカせまくってやった （5月20日、黒船）
- 素人娘ナンパ催●！（2）かわいい女の子を操ってヤリたい放題の挿れ放題！（9月4日、パラダイステレビ）
- オホ声 超下品。彼氏あり変態裏垢女子がリアルオジサンに雑魚ま×こ壊れるまで突きまくられて生チ〇ポで楽しまれちゃう理性崩壊オホオホ（8月27日、U-ra）
- Kさん（10月4日、しろうとガチャ）
- 地味にエロいあざとスケベな小悪魔敏感娘 加賀美さら（10月8日、エロタイム）
- さら（仮名）（10月25日、意識不明ちゃん）
- 加賀美さん （11月1日、しろうとガチャ）
- 加賀美さん 2 （11月7日、しろうとガチャ）
- 実はめちゃくちゃヤリマンだった俺の妹～陸上で鍛えたキツキツのマ●コでキンタマが空っぽになるまで精子を搾り取られた（11月15日、パラダイステレビ）
- 【国民的アイドル個人撮影】ハメ撮り流出・1期生さらちゃん（22歳/Dカップ） （11月28日、坂の上のシロウト）
- ハメ撮り職人が狩った厳選美女おんりー ＃5 （12月1日、シロウトソシアルクラブEX）
- 街頭シ●ウトナンパ「あなたの陰毛見せて下さい」（23）～ノリでSEXもお願い（12月6日、パラダイステレビ）

- さら（3月14日、ドッキングTV）
- 紗良（3月21日、素人プカプカ）
- sara（3月28日、素人プカプカ）
- Sちゃん（4月3日、やりまんch）
- サラ（5月2日、素人プカプカ）
- ～喉奥姦通～ イラマチオ 加賀美さら（5月12日、KLEIN）

### 女性向けアダルトビデオ
- 高飛車キャバ嬢に屈辱の肉棒制裁 「気が遠くなる程イキまくった気持ちいいSEXの相手は、大嫌いなキモ客でした…」長瀬広臣 加賀美さら（2022年5月19日、カゲキっch）
- 優しさに抱かれて 保志健斗 加賀美さら（2022年6月3日、SILK LABO）
- 邪魔モノは差し置いて 林太一 加賀美さら（2022年6月10日、SILK LABO）
- そばにいるだけで 千歳小梅 加賀美さら（2022年7月13日、SILK LABO）
- アンビバレントカレシカタログ 1（2024年9月12日、SILK LABO）
- 忘れられない夜にしよう。 第3夜（2025年1月9日、SILK LABO）
- 四六時中発情中 IV（2025年3月6日、SILK LABO）

### イメージDVD
2020年
- 聖純少女（8月23日、pistil）※「大月アリア」名義[1]
- Lily 加賀美さら（11月15日、スパークビジョン）
- 強めの愛撫がお好みの変態女に襲われた!（12月29日、オルスタックソフト販売）※「さら」名義

2021年
- お掃除のお手伝いしてもらったら性的にもお掃除されちゃったボク（2月26日、オルスタックソフト販売）※「さら」名義
- So Cute! 加賀美さら（3月26日、スパークビジョン）
- Fetish Time 加賀美さら / 竹内夏希 / 永野楓果（11月26日、スパークビジョン）

2023年
- 憧れのご令嬢、清楚で純粋な女子校生だと思っていたけど実は…（5月31日、スパイスビジュアル）

### デジタル写真集
- SAMURAGOCHI GRAVURE Kindle写真集 #17「SUPER IDOL」 （2020年9月15日、Kindle版）[23]
- まるみえHOTEL さら 1～8（2020年10月15日、QH映像）
- 「OK？いいよ。」（2020年12月9日、Kindle版、撮影:日暮圭介）[24]
- ヘアヌードだらけの全裸大新年会 2022（2022年1月4日、小学館、撮影：上野勇）
- Romance with you -君とロマンス- 加賀美さら【グラビア写真集】（2023年9月1日、プレステージ出版、撮影：松田忠雄）
- Romance with you -君とロマンス- 加賀美さら【ヌード写真集】（2023年9月1日、プレステージ出版、撮影：松田忠雄）

## 出演

### 配信番組
- はだかいっかん!－Born of a woman－ #48 #49（2020年11月13・17日、YouTube）[25][26]
- TODO オン ザ ラジオ #8～加賀美さらちゃんに個人的ニュースを聞いてみた件～（2020年12月13日、YouTube）[27]
- ABEMA SPECIALチャンネル「給与明細」#137（2021年4月5日、ABEMA）[28][29]
- ロンドンハーツABEMA特別編（2022年5月31日、ABEMA）アンケート協力[30]

### テレビ
- LINXカフェ（2018年12月2日、エンタ!959）[31]
- もう!バカリズムさんの超H! #48（2023年9月30日、フジテレビONE）

### オリジナルビデオ
- 無敵のセーラープリースト 癒しの逆陥落 ～美聖女戦士セーラープリースト～（2020年12月25日、GIGA）
- 聖天使ウェディングウイッチ ～悪魔の罠でも戦うわ～（2021年1月8日、GIGA）
- エクスタシー・キャットウィッチLISA（2021年11月5日、シネポップ、共演：市来まひろ・真木今日子・及川大智）‐ 玲子 役[32]
- 絶倫仮面 美少女戦士セーラートリニティア（2021年12月24日、GIGA）
- ヒロインピンチ18 美少女戦士セーラーフレア ～地獄の超震動！破壊される紅き乙女～（2022年5月27日、GIGA）
- ヒロイン討伐Vol.103 美少女戦士セーラーメーネ（2022年7月8日、GIGA）
- 魔法美少女戦士フォンテーヌ ～弄ばれた正義の心～（2022年8月12日、GIGA）
- スーパーヒロイン絶体絶命!!Vol.89 鮮光戦隊サイリュウジャー 変身不能！？（2022年11月11日、GIGA）
- 悪の組織世界征服 ヒロイン完全敗北 刑捜戦隊セキュアレンジャー（2023年1月27日、GIGA）
- セ・リーヌの星 罠に落ちた聖女！恐怖の魔女裁判（2023年2月24日、GIGA）
- 魔法皇女アイ パワーアップの代償 終わることのない快楽地獄（2023年6月9日、GIGA）
- 鮮光戦隊サイリュウジャー 死神マスク・アメーバマスク編（2023年8月25日、GIGA）共演：鈴音杏夏
- スーパーヒロイン絶体絶命!!Vol.94 竜神戦隊 リュウジンバイオレット（2023年10月13日、GIGA）共演：藤井レイラ
- 悪女連合 ヒーロー骨抜き陥落 純情戦士ワイルドシルバーを襲う三悪女の淫撃（2023年12月8日、GIGA）共演：真木今日子 園田かのこ
- ダブル格闘アクションヒロイン シホ&ユウキ（2024年5月10日、ZENピクチャーズ）- シホ 役

### 舞台
- GIGAスーパーヒロインライブvol.3（2022年12月3日、秋葉原From Scratch）- フォンティーヌ 役[33]
- GIGAスーパーヒロインライブvol.7（2023年5月6日、東京・from scratch） - セーラーフレア 役[34]
- GIGAスーパーヒロインライブvol.17（2024年5月11日、東京・from scratch）- リュウジンバイオレット/セーラーフレア 役[35][36]